# Pseudoconchoecia
Pseudoconchoecia is een geslacht van kreeftachtigen uit de klasse van de Ostracoda (mosselkreeftjes).

## Soorten
- Pseudoconchoecia concentrica (G.W. Müller, 1906)
- Pseudoconchoecia serrulata (Claus, 1874)